# Комуццо, Пьетро
Пьетро Комуццо (итал. Pietro Comuzzo; родился 20 февраля 2005 года, Сан-Даниеле-дель-Фриули, Италия) — итальянский футболист, защитник клуба «Фиорентина».

## Клубная карьера
Пьетро Комуццо — воспитанник «Удинезе», «Порденоне» и «Фиорентина». 31 марта 2023 года подписал первый профессиональный контракт с «Фиорентиной» до 2025 года. За «фиалок» дебютировал 8 октября в матче против «Наполи».

## Карьера в сборной
За сборные Италии до 17, 18 и 20 лет провёл 6 матчей.

## Личная жизнь
Мать Пьетро умерла, когда он был ребёнком. У него есть брат-близнец, Франческо, тоже являющийся футболистом.